# Gobernador
Gobernador è un comune spagnolo di 337 abitanti situato nella comunità autonoma dell'Andalusia.